# 斯拉夫学
斯拉夫学（美式：Slavic studies；英式：Slavonic studies；俄式：Slavistics，源自俄语славистика）是对斯拉夫人、斯拉夫语言、文学、历史和文化的区域研究。最初的斯拉夫学家（Slavist或Slavicist）主要是斯拉夫语言学家和语文学家，后逐渐拓展到历史和社会科学领域。
在北美和亞洲，斯拉夫学被俄罗斯研究（Russian studies）主导，美國斯拉夫學家伊娃·汤普森（Ewa Thompson）将非俄罗斯的斯拉夫研究描述为“隐形的”。

## 历史沿革
斯拉夫学出现于18世纪末和19世纪初，伴随着斯拉夫起源的各个国家之间的民族复兴以及建立對斯拉夫社区常识的意识形态尝试，以泛斯拉夫主义运动为典型。最早使用该术语的学者是约瑟夫·多布罗夫斯基 (Josef Dobrovský，1753-1829年)。
斯拉夫学的历史一般分为三个时期：
- 直到1876年，早期的斯拉夫学家专注于斯拉夫语言纪念碑的记录和印刷，其中包括第一批用民族语言编写的文本。在这个时候，大多数斯拉夫语言编写他们的第一个现代词典、语法和纲要。
- 第二个时期以第一次世界大战结束，以斯拉夫语文学和语言学的快速发展为特色，最显着的是在斯拉夫国家之外，在德国莱比锡大学奥古斯特·施莱歇尔 (1821-1868) 和奥古斯特·莱斯基恩 (1840-1916) 周围形成的圈子中。
- 第一次世界大戰後斯拉夫研究學者專注於方言學。二戰後，斯拉夫研究中心得到了發展，世界各地的大學進一步擴展到其他人文學科和社會科學學科。部分由於西歐和美國對冷戰培育的斯拉夫世界的政治擔憂，斯拉夫研究在從第二次世界大戰到1990年代的幾年里蓬勃發展，儘管此後斯拉夫語言的大學入學人數有所下降。

## 子領域
依照傳統上將斯拉夫人分為三個亞群（東、南、西）的傳統，斯拉夫研究也分為三個子領域：
- 東斯拉夫語族研究，包括對東斯拉夫人民及其語言、文學和其他文化和歷史遺產的研究。
  - 白俄羅斯語文學研究，或白俄羅斯學（拉丁語：Belarusistica）；
  - 俄羅斯語文學研究，或俄羅斯學（拉丁語：Russistica）；
  - 盧森尼亞語文學研究，或盧森尼亞學（拉丁語：Rusinistica）；
  - 烏克蘭語文學研究，或烏克蘭學（拉丁語：Ucrainistica）；

- 南斯拉夫語族研究，包括對南斯拉夫人民及其語言、文學和其他文化和歷史遺產的研究。
  - 波斯尼亞文學研究，或波斯尼亞學（拉丁語：Bosniacistica）；
  - 保加利亞文學研究，或保加利亞學（拉丁語：Bulgaristica）；
  - 克羅埃西亞語文學研究，或克羅埃西亞學（拉丁語：Croatistica）；
  - 馬其頓語文學，或馬其頓學（拉丁語：Macedonistica）；
  - 黑山語文學研究，或黑山學（拉丁語：Montenegristica）；
  - 塞爾維亞語文學研究，或塞爾維亞學（拉丁語：Serbistica）；
  - 斯洛維尼亞語研究，或斯洛維尼亞學（拉丁語：Slovenistica）；

- 西斯拉夫語族研究，包括對西斯拉夫人民及其語言、文學和其他文化和歷史遺產的研究。
  - 捷克語文學研究，或波西米亚学（拉丁語：Bohemistica）；
  - 卡舒比語文學研究，或卡舒比學（拉丁語：Kashubistica）；
  - 波蘭語文學研究或波蘭學（拉丁語：Polonistica）；
  - 斯洛伐克語文學研究，或斯洛伐克學（拉丁語：Slovacistica）；
  - 索布語文學研究，或稱索布學（拉丁語：Sorbistica）。

## 著名斯拉夫學者
- 馬克斯·法斯麥爾
- 武克·斯特凡諾維奇·卡拉季奇，當代塞爾維亞語的奠定者。
- 雅羅斯拉夫·魯德尼茨基
- 拉約斯·基斯 (語言學家)
- 阿倫卡·妍斯特爾·多雷扎爾

## 主要研究機構
- 俄羅斯科學院斯拉夫學研究院
- 斯洛伐克科學院揚·斯坦尼斯拉夫斯拉夫學研究院
- 波蘭科學院波蘭語語研究院、斯拉夫學研究院
- 捷克科學院捷克語研究院、斯拉夫學研究院